# Cosette Basbous
Cosette Basbous (25 de julio de 1977) es una deportista libanesa que compitió en taekwondo. Ganó una medalla en los Juegos Asiáticos de 2006, y tres medallas en el Campeonato Asiático de Taekwondo entre los años 2002 y 2006.

## Palmarés internacional
| Juegos Asiáticos    | Juegos Asiáticos         | Juegos Asiáticos  | Juegos Asiáticos |
| Año                 | Lugar                    | Medalla           | Categoría        |
| ------------------- | ------------------------ | ----------------- | ---------------- |
| 2006                | Doha (Catar)             | Medalla de bronce | –55 kg           |
| Campeonato Asiático |                          |                   |                  |
| Año                 | Lugar                    | Medalla           | Categoría        |
| 2002                | Amán (Jordania)          | Medalla de plata  | –55 kg           |
| 2004                | Seongnam (Corea del Sur) | Medalla de oro    | –55 kg           |
| 2006                | Bangkok (Tailandia)      | Medalla de bronce | –55 kg           |